# Айдовшчина (община)
Айдовшчина (на словенски: Občina Ajdovščina) е община с население от малко под 19 000 души, намираща се в Долината Випава, Югозападна Словения. Общината е създадена през 1994 г, а центъра и е град Айдовшчина.

## Демография
Население по майчин език, преброяване 2002 г.
Словенци: 16 760
Бошняци: 325
Сърби: 182
Сърбо-Хървати: 141
Хърватски: 139
Албанци: 164
Македонци: 40
Италианци: 16
Унгарски: 7
Немци: 3
Други: 38
Няма данни: 380